# Machiavelli (studievereniging)
Machiavelli is de studievereniging voor studenten politicologie aan de Universiteit van Amsterdam en met meer dan 2000 leden de grootste evenals de oudste studievereniging voor studenten politicologie van Nederland.

## Naam
De naamgever van de studievereniging is Niccolò Machiavelli, een van de grote denkers in de Politicologie. In zijn boek Il Principe ook wel vertaald als de heerser of de vorst schreef Machiavelli dat een goed leider zo sterk als een leeuw, en zo sluw als een vos dient te zijn. Het motto van Studievereniging Machiavelli luidt om die reden: "Zo sterk als een leeuw, zo sluw als een vos."

## Geschiedenis
Machiavelli werd in 1964 als studentenvakbond opgericht en zou eerst de naam van Karl Marx dragen. In de roerige jaren die op de oprichting volgden speelde Machiavelli samen met de ASVA een actieve rol rond de Maagdenhuisbezetting in 1968 en democratisering binnen het hoger onderwijs. De studievereniging kwam hierbij ook in conflict met hoogleraar Hans Daudt.
Tegenwoordig is Machiavelli in beginsel politiek neutraal. Machiavelli is lid van de faculteitsvereniging FV-FMG, het Landelijk Overlegorgaan Bestuurskundeverenigingen, het Platform voor Politicologen en de International Association for Political Science Students.

## Bekende oud-Machiavellileden
- Paul Damen, oud-hoofdredacteur Nieuw Israëlietisch Weekblad, presentator van de Joodse Omroep
- Maarten Hajer, hoogleraar aan de Universiteit van Amsterdam
- Stephan Sanders, columnist Vrij Nederland
- Ed van Thijn, voormalig Minister van Binnenlandse Zaken, lid van de Tweede Kamer, burgemeester van Amsterdam en lid van de Eerste Kamer.
- Bert Koenders, voormalig Minister van Buitenlandse Zaken en speciaal afgezant van de Wereld Bank.
- Joris Luyendijk, journalist.
- Meindert Fennema, hoogleraar aan de Universiteit van Amsterdam
- Philip van Praag, universitair hoofddocent Universiteit van Amsterdam